# Studia Indogermanica Lodziensia
Studia Indogermanica Lodziensia (oficjalny skrót: SIGL) – czasopismo naukowe poświęcone zagadnieniom językoznawstwa indoeuropejskiego, wydawane przez Wydział Filologiczny Uniwersytetu Łódzkiego. 
W latach 1998–2010 ukazały się tomy 1–7.  

## Redakcja czasopisma
W latach 1997–2008 redaktorem naczelnym był prof. dr hab. Ignacy Ryszard Danka, a sekretarzem redakcji był K. T. Witczak. Od roku 2008 funkcję redaktora naczelnego pełni dr hab. prof. nadzw. Krzysztof Tomasz Witczak. Autorami artykułów są indoeuropeiści krajowi i zagraniczni. 
Od roku 2002 działa Naukowa Rada Redakcyjna (ang. Editorial Board), do której zaproszono badaczy z kraju i zagranicy – są to: 
- Leszek Bednarczuk (Kraków);
- Václav Blažek (Brno, Czechy);
- Ignacy Ryszard Danka (Łódź) – od roku 2009;
- †Kazimierz Feleszko (Warszawa);
- Eric Pratt Hamp (Chicago, Stany Zjednoczone);
- Andrzej Piotr Kowalski (Gdańsk) – od roku 2009;
- Witold Mańczak (Kraków);
- †Georgi T. Rikow (Sofia, Bułgaria);
- Roman Sadziński (Łódź);
- Serhij Szarypkin (Ukraina / Piotrków Trybunalski, Polska) – od roku 2009;
- Piotr Stalmaszczyk (Łódź);
- Witold Stefański (Toruń);
- Francisco Villar (Salamanca, Hiszpania).

Od roku 2008 skład Redakcji SIGL jest następujący: 
- Redaktor naczelny: Krzysztof Tomasz Witczak
- Zastępca redaktora: Zbigniew Danek
- Sekretarze Redakcji SIGL: Anna Maciejewska, Jerzy Gaszewski

## Tematyka prac publikowanych w SIGL
Publikowane w SIGL prace naukowe dotyczą głównie językoznawstwa historyczno-porównawczego: leksyki, etymologii, fonetyki, słowotwórstwa prajęzyka indoeuropejskiego i języków od niego pochodnych: indoirańskich, greki, tocharskich, celtyckich, italskich, germańskich, albańskiego, słowiańskich i bałtyckich. Badania nad greką ogarniają całą długą epokę jej egzystencji: dotyczą mykeńszczyzny, greki klasycznej, bizantyjskiej i nowożytnej. Publikuje się opracowania nowych etymologii, ustala izoglosy. Studia nad fonetyką dotyczą szczególnie stanu w praindoeuropejskim, celtyckim, italskim i germańskim. Badania nad fleksją ogarniają liczne zagadnienia dotyczące czasownika, deklinacji imiennej, liczebników. Tematyce SIGL nie są obce również artykuły, dotyczące pochodzenia Indoeuropejczyków, ich kultury materialnej i duchowej. Rozważane jest zagadnienia lokalizacji praojczyzny indoeuropejskiej, religii Indoeuropejczyków, rekonstrukcji imion bogów i pierwotnego ich charakteru, roli rzemiosła, sztuki i twórczości, prehistorii pisma w Europie. Publikowane są również prace zakładające dawniejsze od indoeuropejskiego pokrewieństwo językowe, określane jako nostratyczne. 
Novum stanowią prace traktujące indoeuropejski jako materiał do tworzenia języka w pewnej mierze planowego wzorem interlingwy. Pojawiły się w tak modelowanym języku indoeuropejskim teksty, wśród których są hymny (ausrańskie) wzorowane na hymnach homeryckich i pieśniach Rygwedy.